# Ordenações de Alsnö
As Ordenações de Alsnö (em sueco:  Alsnö stadga) são um documento real promulgado pelo rei Magno o Tesoureiro em 1280.
Através deste documento, é atribuído o privilégio da isenção de impostos aos grandes senhores (frälse), em troca do compromisso de estes porem cavalaria pesada à disposição do rei (rusttjänst). A nova classe social - um embrião da nobreza - é um dos pilares da nova organização política e social do reino, aproximando-o dos padrões feudais europeus. Além do seu papel militar, a nova classe dos nobres, teria ainda um papel na administração do reino.
O documento original - provavelmente em latim - foi perdido, mas há duas cópias do início do séc. XIV, incluídas como anexos na Lei da Gotalândia Ocidental (Västgötalagen).